# Rodger Doner
Rodger Douglas Doner (* 12. Juli 1938 in Kirkland Lake, Ontario; † 4. August 2022 in Brockville, Ontario) war ein kanadischer Ringer.

## Biografie
Rodger Doner wurde als Sohn von Norman und Verna Doner in Kirkland Lake geboren. Als Ringer nahm er an den Olympischen Sommerspielen 1964 in Tokio in der Klasse bis 70 kg im Freistilringen.
Rodger Doner schloss an der University of Toronto ein Studium in Zahnmedizin ab und zog danach mit seiner Frau Eileen nach Brockville, wo er seine eigene Praxis eröffnete und diese 47 Jahre betrieb.